# グレッグ・ドチャーティ
グレッグ・ドチャーティ（1996年9月10日 - ）はスコットランドのサッカー選手。ポジションはMF。ハル・シティAFC所属。グレッグ・ドハーティとも表記される。

## 経歴
9歳でハミルトン・アカデミカルFCに入団し、2012年10月にプロ契約を結んだ。2013年12月7日にデビューした。2015年4月には、契約を2017年夏まで延長した。
2018年1月25日、レンジャーズFCと4年半契約を結んだ。2018年8月25日にはシュルーズベリー・タウンFCに期限付き移籍した。2019-20シーズンにはレンジャーズで5試合に出場するも、2019年8月以降は構想外となり、12月には移籍リストに載った。1月31日に、ハイバーニアンFCに期限付き移籍した。
2020年8月20日、ハル・シティAFCと3年契約を結んだ。